# Privilegi della paria
I privilegi della parìa sono un corpo di privilegi speciali dei membri della paria britannica. Sono distinti dai privilegi parlamentari, che si applicano solo ai pari che prestano servizio nella Camera dei lord e ai membri della Camera dei comuni, mentre il Parlamento è in sessione e quaranta giorni prima e quaranta giorni dopo una sessione parlamentare.
I privilegi nel tempo sono caduti in disuso o furono eliminati. Nel XX secolo ne erano sopravvissuti solamente tre: il diritto di essere processato da altri pari del Regno invece che da giurie di cittadini comuni, la libertà dall'arresto nei casi civili (ma non penali) e l'accesso al sovrano per consigliarlo su questioni di Stato. Il diritto di essere processato da altri pari fu abolito nel 1948. La dottrina legale considera il diritto alla libertà dall'arresto estremamente limitato nell'applicazione, se non del tutto inconsistente. L'unico privilegio formalmente ancora valido, quello dell'accesso al sovrano, non viene esercitato e ne fu raccomandata l'abolizione formale nel 1999 anche se questo poi non avvenne formalmente.
I pari hanno anche molti altri diritti non formalmente parte dei privilegi della paria. Ad esempio, hanno il diritto di usare corone nobiliari e sostegni nei loro stemmi.

## Estensione
I privilegi della paria si estendono a tutti i lord temporali indipendentemente dal loro ufficio nella Camera dei lord. Il diritto a far parte della Camera alta è separato da questo gruppo di privilegi ed è detenuto solo da alcuni pari (vedi Storia della riforma della Camera dei lord). I pari scozzesi con l'Atto di Unione del 1707 e i pari irlandesi con l'Atto di Unione del 1800 ottennero i privilegi della paria. Dal 1800, i pari irlandesi ebbero il diritto di candidarsi alle elezioni per la Camera dei comuni del Regno Unito ma perdevano i privilegi della paria per la durata del loro servizio nella Camera bassa. Dal 1999, i pari ereditari d'Inghilterra, Scozia, Gran Bretagna e Regno Unito che non sono membri della Camera dei lord possono candidarsi alla Camera dei comuni. I loro privilegi come pari non vengono esplicitamente perduti nel periodo di servizio nella Camera bassa. Ogni pari che emette una dichiarazione di disconoscimento ai sensi delle disposizioni del Peerage Act del 1963 perde tutti i privilegi. I privilegi si estendono anche alle mogli e alle vedove dei pari. Una pari per matrimonio perde il privilegio se si risposa con un comune, ma una pari suo jure no. I possessori di titoli di cortesia non dispongono di tali privilegi in virtù di tali titoli. I lord spirituali (i 26 arcivescovi e vescovi che siedono nella Camera dei Lord) non hanno i privilegi di paria, almeno dal 1621, in quanto sono lord ma non pari.

## Diritto di essere processati da pari

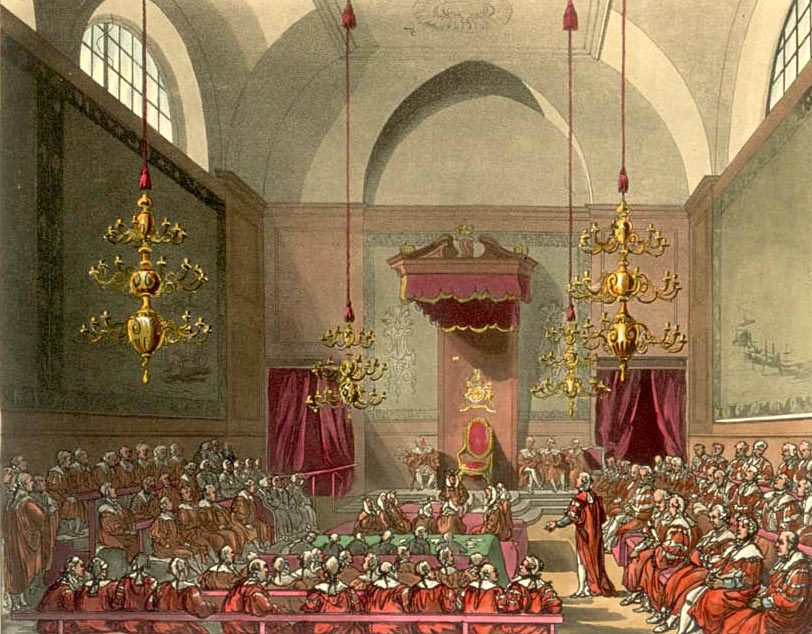
La Camera dei lord nel 1810 circa.

Proprio come i cittadini comuni avevano il diritto di essere processati da una giuria di loro pari (altri cittadini comuni), i pari avevano il diritto di essere processati da altri pari. Il diritto dei pari di essere processati dai loro omologhi venne formalizzato nel corso del XIV secolo. Uno statuto approvato nel 1341 prevedeva:
Il privilegio del processo da parte dei pari era ancora mal definito e lo statuto non copriva le pari. Nel 1442, dopo che un tribunale ecclesiastico (che includeva il re Enrico VI d'Inghilterra, Enrico Beaufort e John Kemp) trovò Eleonora, duchessa di Gloucester, colpevole di stregoneria e la bandì nell'Isola di Man, fu emanato uno statuto che garantiva anche alle pari il diritto di essere processate da parte dei pari.
Sotto il regno di Enrico VII d'Inghilterra, c'erano due vie per processare i pari del regno: il processo alla Camera dei lord (o, in termini appropriati, all'Alta corte del Parlamento) e il processo alla corte del lord grande intendente. La Camera dei lord giudicava il caso se il Parlamento fosse stato in sessione; in caso contrario, il processo veniva condotto dalla corte del lord grande intendente.
Nella corte del lord grande intendente, un gruppo di lord trier, posto sotto la presidenza del lord grande intendente, fungeva da giudice e giuria. Per consuetudine il numero di trier non era inferiore a 23, quindi la maggioranza era di almeno 12 voti, ma in realtà il numero variava da 20 a 35. Il potere di scegliere quali pari potessero prestare servizio come trier spettava alla Corona e talvolta era soggetto ad abusi, poiché solo quei pari che erano d'accordo con la posizione del monarca venivano chiamati a fare parte della corte del lord grande intendente, favorendo così il verdetto desiderato. Questa pratica ebbe termine con il Treason Act del 1695, approvato durante il regno di re Guglielmo III. La legge richiedeva che tutti i pari dovessero essere convocati come trier. Tutti i processi successivi si tennero davanti alla Camera dei lord al completo.
Nella Camera dei lord, il lord grande intendente era il presidente della Corte, e l'intera Camera determinava sia questioni di fatto che questioni di diritto, nonché il verdetto. Per convenzione, vescovi e arcivescovi non votavano il verdetto, anche se erano tenuti a partecipare al processo. Questi lord partecipavano alle udienze fino alla conclusione delle deliberazioni e si ritiravano dalla Camera appena prima del voto finale. Alla fine del processo, i pari votavano sulla questione sostenendo e dichiarando il loro verdetto dicendo "colpevole, sul mio onore" o "non colpevole, sul mio onore"; a partire dal barone più giovane si procedeva in ordine di precedenza, terminando con il lord grande intendente. Per un verdetto di colpevolezza, era necessaria una maggioranza di dodici. L'intera Camera determinava anche la punizione da imporre, che doveva essere conforme alla legge. Per i crimini capitali la pena era la morte; l'ultimo pari ad essere giustiziato fu Laurence Shirley, IV conte Ferrers, che fu condannato per l'omicidio di un suo amministratore terriero e impiccato nel 1760.
Dal 1547, se un pari o una pari fossero stati condannati per un crimine, eccetto il tradimento e l'omicidio volontario, potevano reclamare il "privilegio dei pari" per sfuggire alla punizione se fosse stato il suo primo reato. Complessivamente, il privilegio fu esercitato cinque volte, fino a quando non fu formalmente abolito nel 1841, quando James Brudenell, VII conte di Cardigan, annunciò che avrebbe rivendicato il privilegio per evitare la punizione se fosse stato condannato per duello. Fu assolto prima dell'introduzione del disegno di legge.
L'ultimo processo alla Camera dei lord fu quello a Edward Russell, XXVI barone de Clifford, svoltosi nel 1935 per omicidio colposo (fu assolto); l'anno seguente i lord approvarono un disegno di legge per abolire il processo da parte dei pari, ma i Comuni la ignorarono. Il diritto al processo da parte dei pari fu abolito quando i lord aggiunsero un emendamento al Criminal Justice Act del 1948 che i comuni accettarono. Ora i pari vengono processati da giurie composte da cittadini comuni, sebbene i pari fossero esentati dal servizio di giuria fino a quando l'House of Lords Act del 1999 limitò questo privilegio ai membri della Camera dei lord. Il diritto di essere esentati fu abolito il 5 aprile 2004 dal Criminal Justice Act del 2003.
I pari erano, ipoteticamente, sono ancora soggetti a impeachment. Questa era una procedura distinta dalla procedura di processo alla Camera dei lord, sebbene essa fungesse da corte in entrambi i casi. L'accusa deve essere presentata dalla Camera dei comuni e non da un grand jury. Inoltre, mentre in casi normali la Camera dei lord processava i pari solo per fellonia o tradimento, i casi di impeachment comprendevano anche reati come il tradimento e altri delitti. Il caso veniva presentato direttamente alla Camera dei lord, anziché essere riferito ad esso con un atto di certiorari. Il lord grande intendente presiedeva il processo solo se un pari era accusato di alto tradimento, altrimenti a presiedere il processo era il lord cancelliere. Le altre procedure nel processo di impeachment erano simili, tuttavia, ai processi presso la Camera dei lord. Anche in questo caso alla conclusione del dibattimento, i lord spirituali si ritiravano e i lord temporali esprimevano il loro voto sul loro onore. L'ultima processo di impeachment fu quello a Henry Dundas, I visconte Melville, svoltosi nel 1806 per appropriazione indebita di denaro pubblico (fu assolto). Da allora l'impeachment divenne una procedura obsoleta nel Regno Unito.)
Il romanzo Clouds of Witness, pubblicato da Dorothy L. Sayers nel 1926, descrive un immaginario processo nella Camera dei lord contro un duca accusato di omicidio. Sayers ricercò e utilizzò le procedure allora in corso di validità. Kind Hearts and Coronets, una commedia degli Ealing Studios del 1949, ha una trama molto simile.

## Diritto di essere esentati dall'arresto
Il privilegio di essere esentati dall'arresto si applica ai membri di entrambe le Camere del Parlamento, in base al principio secondo cui i parlamentari devono, quando possibile, essere disponibili per consigliare il sovrano. Diverse altre nazioni attuarono questa disposizione; la Costituzione degli Stati Uniti d'America, ad esempio, prevede che "I senatori e i rappresentanti [...] devono in tutti i casi, tranne il tradimento, la fellonia e i crimini contro la pace, essere privilegiati dall'arresto durante la loro partecipazione alla sessione delle rispettive Camere". Teoricamente, anche quando il Parlamento non è in sessione, i pari godono del privilegio perché continuano a servire il monarca come consiglieri. Tuttavia, i pari sono liberi dall'arresto solo nei casi civili; i casi in materia penale non sono coperti da tale privilegio. Fino al 1770, anche i domestici di un pari erano coperti dal privilegio di essere esentati dall'arresto in materia civile.
Molto spesso il privilegio fu applicato in caso di reclusione per debiti. Nel 1870 furono aboliti sia la detenzione per debiti sia il privilegio di essere esentati dall'arresto in caso di bancarotta. Di conseguenza, tale privilegio rimase limitato nell'applicazione pratica. Oggi, i procedimenti civili comportano arresti solo quando una persona disobbedisce a un ordine del tribunale. Dal 1945, il privilegio della libertà dall'arresto in cause civili venne utilizzato solo in due casi: Stourton v Stourton (1963) e Peden International Transport, Moss Bros, The Rowe Veterinary Group and Barclays Bank plc v Lord Mancroft (1989). Nell'ultimo caso, il più recente, il giudice del processo considerava il privilegio obsoleto e inapplicabile e dichiarò nel dibattito: "il privilegio non si applica - anzi [...] è impensabile nei tempi moderni che, in circostanze come quelle presenti in questo caso, dovrebbe esserlo".

## Diritto di avere accesso personale al Sovrano
Il sovrano è tradizionalmente consigliato da diverse persone, compresi i pari del regno. Dopo la conquista normanna dell'Inghilterra, i pari venivano convocati per formare il Magnum Concilium, uno dei quattro consigli a disposizione del sovrano. Gli altri tre erano il Consiglio privato, il Parlamento (che era chiamato il Comune Concilium o consiglio comune) e i giudici (che erano considerati i consiglieri del sovrano in materia legale).
Un consiglio composto solo da pari fu spesso convocato dai primi re inglesi. Un simile consiglio, in disuso da secoli, fu rianimato nel 1640, quando Carlo I convocò tutti i pari del regno con dei writ emessi sotto il suo grande sigillo. Sebbene un tale consiglio non sia più stato convocato da allora, in quanto già all'epoca era considerato obsoleto, ogni pari è comunemente considerato un consigliere del sovrano e, come affermato da Sir William Blackstone nel 1765, "di solito è considerato giusto che ogni pari del Regno chieda un'udienza al re e si presenti davanti a lui, con decenza e rispetto, su questioni che giudicherà importanti per il benessere pubblico".
Il privilegio di accesso non viene più esercitato ma è probabilmente ancora mantenuto dai pari, indipendentemente dal fatto che siano membri della Camera dei lord. Nel 1999, la commissione paritetica per i privilegi parlamentari raccomandò l'abolizione formale di qualsiasi privilegio residuo dei pari.

## Scandalum magnatum
Un tempo, i diritti dei pari erano particolarmente protetti dalla legge; mentre la diffamazione di un comune era nota come calunnia, la diffamazione di un pari (o di un grande ufficiale dello Stato) era definito scandalum magnatum.
Il giurista del XVIII secolo Sir William Blackstone affermò:
Lo Statuto di Westminster del 1275 prevedeva che "d'ora in poi per nessuno sarà così difficile raccontare o pubblicare notizie o racconti falsi, per cui discordia, o occasione di discordia o calunnia potrebbe crescere tra il re e il suo popolo o i grandi uomini del Regno". Lo scandalum magnatum era punibile ai sensi di detto statuto e di altre leggi approvate durante il regno di Riccardo II. Lo scandalum magnatum era sia un illecito che un reato. Il divieto di scandalum magnatum fu applicato per la prima volta dal Consiglio del re. Durante il regno di Enrico VII, la Star Chamber, un tribunale precedentemente riservato per giudicare reati gravi come la rivolta, assunse anche la giurisdizione sullo scandalum magnatum, nonché sui casi di calunnia. La corte, che sedeva senza giuria e in segreto, veniva spesso utilizzata come arma politica ed era un dispositivo di tirannia reale. Questo portò alla sua abolizione nel 1641; le sue funzioni relative ai casi di diffamazione passarono ai tribunali di common law. Tuttavia, il numero di casi si era già ridotto man mano che le leggi su diffamazione, calunnia e vilipendio della corte ne presero il posto. Durante il regno di Carlo II, lo scandalum magnatum tornò brevemente di moda; fu usato dal futuro Giacomo II contro Titus Oates; da Charles Gerard, I conte di Macclesfield contro suo cugino Alexander Fitton e da Henry Somerset, I duca di Beaufort, contro John Arnold. Alla fine del XVIII secolo, tuttavia, lo scandalum magnatum era ormai obsoleto. Questa specifica categoria del reato di diffamazione venne infine abrogata dallo Statute Law Revision Act del 1887.

## Privilegi leggendari
Circolano storie fantasiose di pari con privilegi stravaganti, come quello di potere indossare un cappello in presenza del sovrano. L'esempio più persistente di tale leggenda è quello del cappello di Kingsale. Secondo la leggenda, John de Courcy, conte di Ulster, ottenne dal re Giovanni il privilegio di rimanere a capo coperto alla presenza del sovrano. Sebbene il racconto non sia vero - de Courcy non fu mai nominato conte e non ricevette un tale privilegio - diverse persone ritennero opportuno utilizzarlo. Un'edizione del XIX secolo di Burke's Peerage suggerisce le origini del privilegio:
Per premiare la sua singolare esibizione, il re Giovanni avrebbe concesso a de Courcy il privilegio di rimanere a capo coperto alla presenza del sovrano. L'edizione del 1823 di Debrett's Peerage offre un resoconto completamente fittizio di come Almericus de Courcy, XXIII barone Kingsale (1664-1720), riaffermò il privilegio:
Nonostante tali inesattezze, la storia fu spesso ripetuta. I privilegi individuali che esistevano sono oggi caduti in disuso - per esempio al signore del maniero di Worksop (che non è un pari) fu concesso il privilegio e il dovere di partecipare all'incoronazione del re fino al 1937 ma tale diritto non fu esercitato all'incoronazione della Regina Elisabetta II nel 1953 in quanto in quel momento il maniero era di proprietà di un'azienda.